# Sibirisk piplärka
Sibirisk piplärka (Anthus hodgsoni) är en liten tätting i familjen ärlor, nära släkt med och mycket lik trädpiplärkan. Den häckar som namnet avslöjar i Sibirien, men även i nordöstligaste Europa och sydligare delar av Asien som Himalaya, Kina och Japan. Vintertid flyttar den till södra och sydöstra Asien, från Indien till Indonesien. Arten påträffas sällsynt men regelbundet i Europa och är exempelvis en årlig gäst i Sverige. IUCN kategoriserar den som livskraftig.

## Kännetecken

### Utseende
Sibiriska piplärkan är liksom de flesta piplärkor en liten fågel med smal näbb anspråkslöst tecknad och streckad i olika nyanser av brunt, vitt och svart. Den är ytterst lik nära släktingen trädpiplärkan och har liksom denna unikt kort och krökt bakklo, en anpassning till arternas mer trädlevande beteende än andra piplärkor. Sibirisk piplärka är dock är aningen mindre (14–15,5 cm), mer gröntonad och mindre streckad på ovansidan, men kraftigare fläckad på bröstet. Vidare är ansiktsteckningen annorlunda, med tydligare ögonbrynsstreck och kantas ovan av svart samt en karakteristisk isolerad svartkantad ljus fläck bakom örontäckarna.

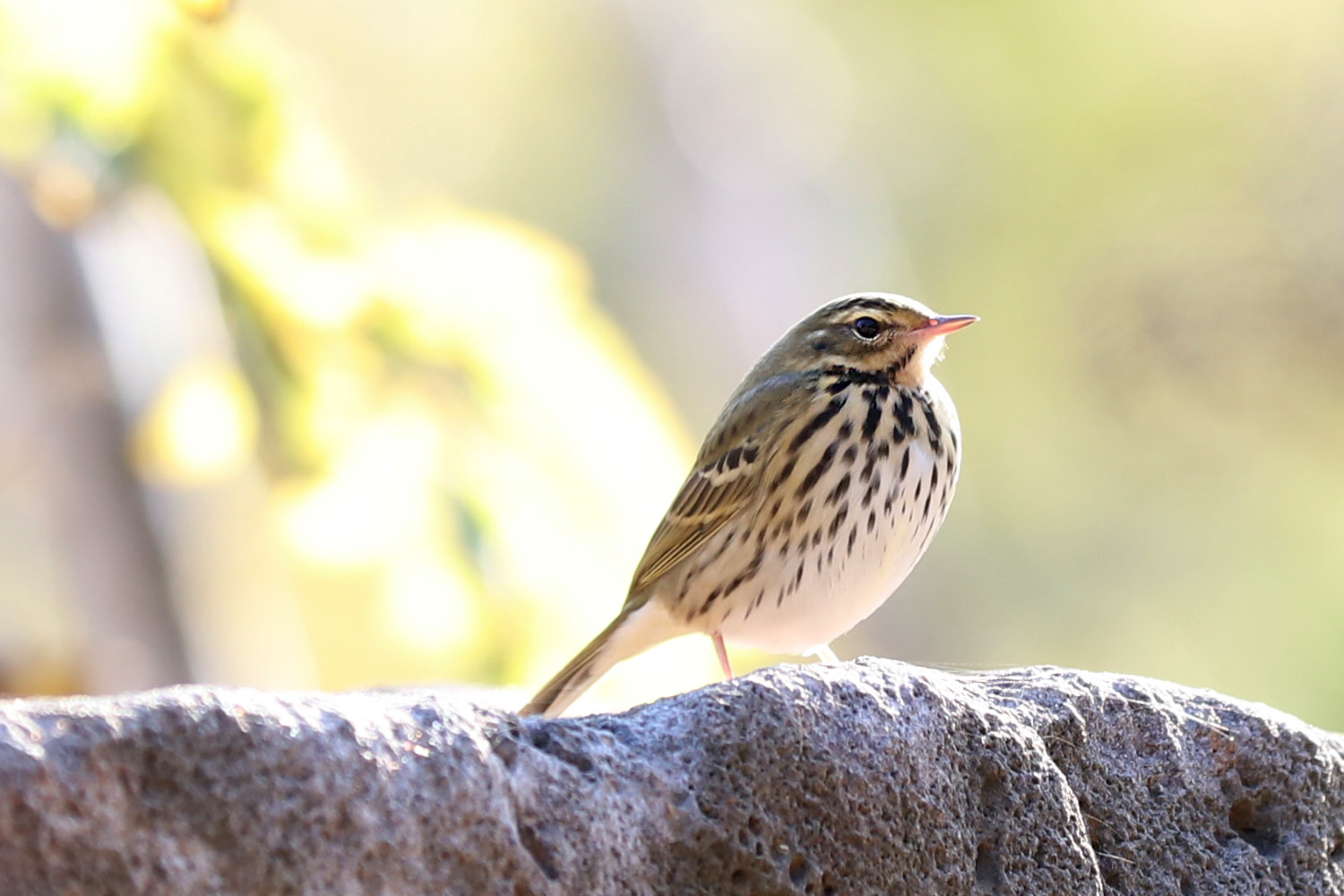
I Japan
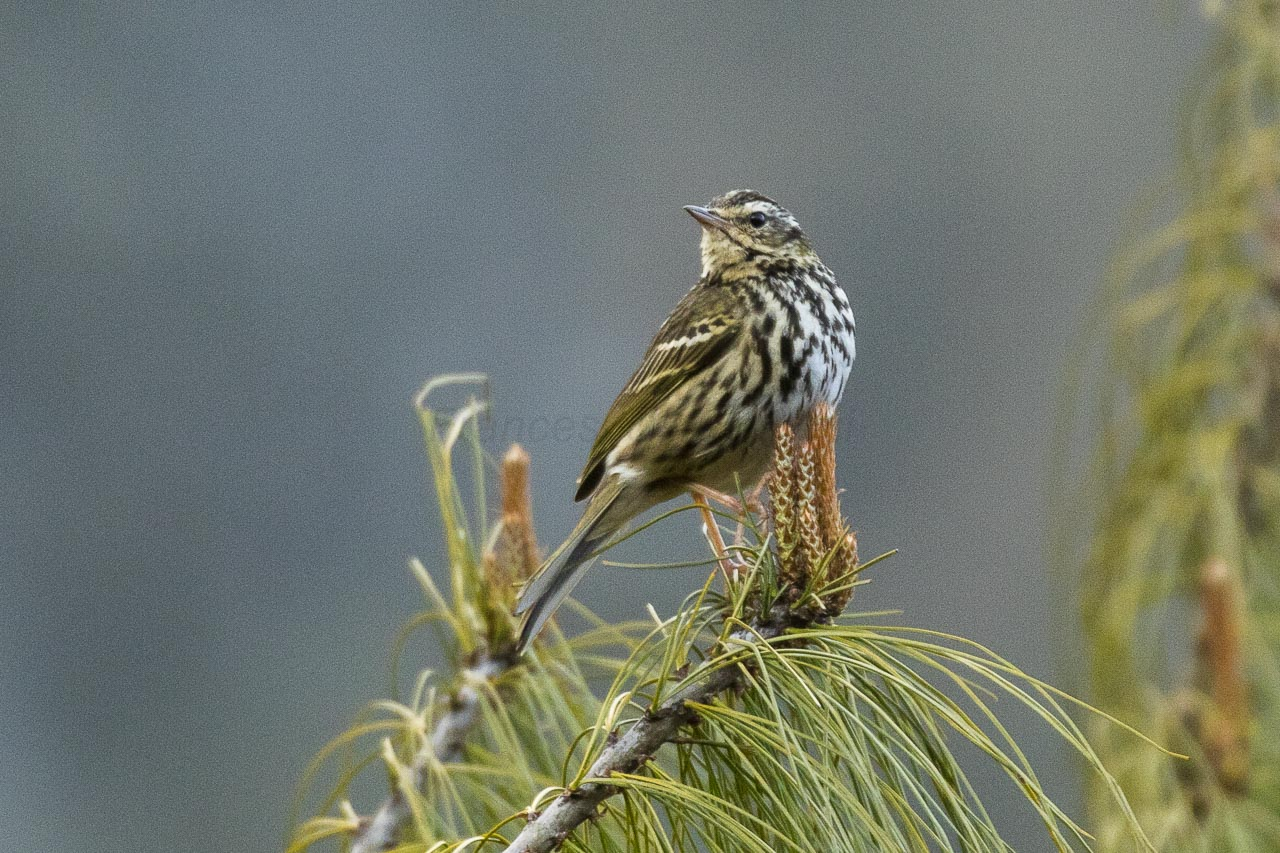
I Indien

### Läten
Den högljudda och melodiska sången framförs likt trädpiplärkan ofta i spelflykt, men skiljer sig på kortare strofer med ljusare och mjukare röst, i tonen påminnande om järnsparv (Prunella modularis). Tempot är hela tiden högt, ej instannande, och drillarna torrare, vilket för tanken snarare till rödstrupig piplärka (Anthus cervinus). Locklätet är dock mycket likt, möjligen något finare, tunnare och mer utdraget.<

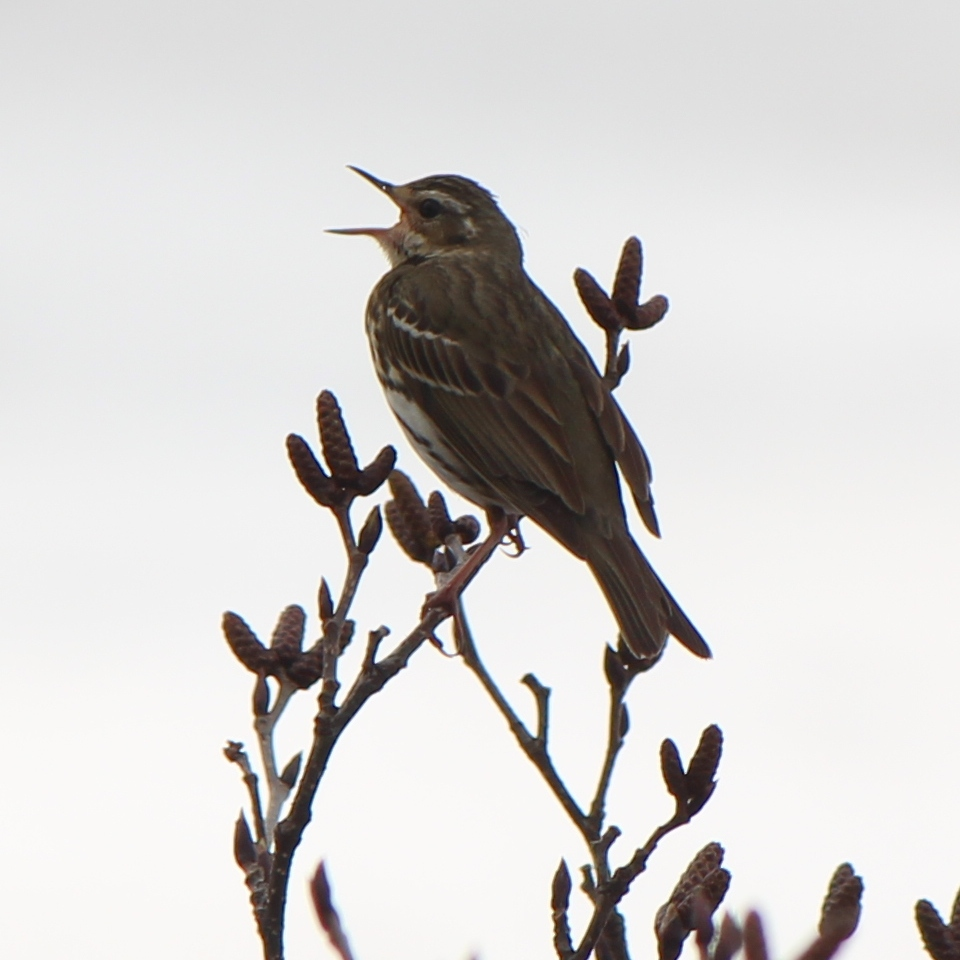
Sjungande sibirisk piplärka, denna individ från en hög sittplats snarare än i sångflykt.

## Utbredning och systematik
Den sibiriska piplärkan finns över hela Asien, samt i den nordöstra delen av europeiska Ryssland. Den absoluta merparten är långflyttande och övervintrar i södra Asien och Indonesien. Populationen som häckar i Himalaya flyttar årvisst i höjdled.
Sibirisk piplärka delas oftast upp i två underarter med följande utbredning:
- Anthus hodgsoni yunnanensis (Uchida & Kuroda, 1916) – häckar i nordöstra Eurasien; övervintrar i Indien, Myanmar, Filippinerna och på Borneo
- Anthus hodgsoni hodgsoni, inkl. berezowskii (Zarudny, 1909) – nominatformen häckar från Himalaya till Kina och Japan; övervintrar i Sydostasien

### Förekomst utanför utbredningsområdet
Sibirisk piplärka är en tillfällig men årlig gäst i nordvästra Europa, främst i september–oktober. I Sverige påträffades den första gången på ön Stora Fjäderägg i Västerbotten i oktober 1988 och är sedan 2006 en årlig gäst med sammanlagt ett 80-tal fynd. Felflugna individer har även rapporterats från Kanarieöarna, Alaska, kontinentala USA, Mexiko och på öar i Stilla havet.

### Släktskap
Arten är närmast släkt med trädpiplärka (Anthus trivialis). De utgör en grupp piplärkor tillsammans med tre mycket lokalt förekommande arter: nilgiripiplärkan (A. nilghiriensis) i södra Indien, papuapiplärkan (A. gutturalis) på Nya Guinea samt den märkliga burupiplärkan (A. ruficollis), endast förekommande på ön Buru i Indonesien och som fram tills nyligen troddes tillhöra en helt annan fågelfamilj, glasögonfåglarna (Zosteropidae).

## Ekologi
Fågeln häckar i öppen skogsmark. Den syns vanligen för sig eller parvis när den drar runt på marken på jakt efter mat. Likt trädpiplärkan flyger den upp i ett träd när den störs. Den äter insekter, gräs och frön.

### Häckning
Den sibiriska piplärkan häckar från maj till juli. Boet är skålformigt och gjort av mossa och gräs och placeras på marken under en grästuva, främst i öppen skog på höjder mellan 900 och 4 500 meter över havet. Den lägger tre till fem mörkbruna svartprickiga ägg. Vanligtvis överlever bara två av fågelungarna till dess att de är flygga.

## Status och hot
Arten har ett stort utbredningsområde med stabil utveckling. Utifrån dessa kriterier kategoriserar IUCN arten som livskraftig (LC). I Europa tros det häcka 45 000–60 000 par.

## Namn
Fågelns vetenskapliga artnamn hedrar Brian Houghton Hodgson (1800–1894), engelsk diplomat, etnolog och naturforskare boende i Nepal 1833–1844.